# Cantone di L'Isle-sur-Serein
Il Cantone di L'Isle-sur-Serein era una divisione amministrativa dell'arrondissement di Avallon.
È stato soppresso a seguito della riforma complessiva dei cantoni del 2014, che è entrata in vigore con le elezioni dipartimentali del 2015.
Comprendeva i comuni di:
- Angely
- Annoux
- Athie
- Blacy
- Coutarnoux
- Dissangis
- L'Isle-sur-Serein
- Joux-la-Ville
- Massangis
- Précy-le-Sec
- Provency
- Sainte-Colombe
- Talcy